# L'Écureuil des vignes
L'Écureuil des vignes est un roman de Jean Anglade publié en 2004.

## Résumé
Vers 1830, Sylvain, 9 ans, est écureuil pour son père vigneron et tailleur de pierres à Volvic, c'est-à-dire qu'en faisant rouler la cage où il est, il actionne une grue. Mais l'asthme l'empêche de continuer. Il devient officier de santé en 18 mois et va travailler dans les Combrailles. En 1872, il épouse Hermine. En 1879, elle veut divorcer mais il s'y oppose. En 1880, elle tente de le noyer. Il se réfugie dans une abbaye trappiste cévenole.